# Davidson (Oklahoma)
Davidson és un poble dels Estats Units a l'estat d'Oklahoma. Segons el cens del 2000 tenia 375 habitants.

## Demografia
Segons el cens del 2000, Davidson tenia 375 habitants, 149 habitatges, i 101 famílies. La densitat de població era de 301,6 habitants per km².
Dels 149 habitatges en un 32,9% hi vivien nens de menys de 18 anys, en un 53% hi vivien parelles casades, en un 12,1% dones solteres, i en un 32,2% no eren unitats familiars. En el 30,2% dels habitatges hi vivien persones soles el 13,4% de les quals corresponia a persones de 65 anys o més que vivien soles. El nombre mitjà de persones vivint en cada habitatge era de 2,52 i el nombre mitjà de persones que vivien en cada família era de 3,18.
Per edats la població es repartia de la següent manera: un 26,7% tenia menys de 18 anys, un 9,9% entre 18 i 24, un 25,1% entre 25 i 44, un 23,2% de 45 a 60 i un 15,2% 65 anys o més.
L'edat mediana era de 37 anys. Per cada 100 dones de 18 o més anys hi havia 96,4 homes.
La renda mediana per habitatge era de 25.000 $ i la renda mediana per família de 35.208 $. Els homes tenien una renda mediana de 25.156 $ mentre que les dones 16.786 $. La renda per capita de la població era de 12.679 $. Entorn del 19,6% de les famílies i el 24,1% de la població estaven per davall del llindar de pobresa.

## Poblacions més properes
El següent diagrama mostra les poblacions més properes.